# Conseil de quartier
Der Conseil de quartier ist in Frankreich eine Versammlung, durch die die Bewohner eines Stadtteils an der Verwaltung der Stadt beteiligt werden.
Die Conseils de quartier wurden durch das Gesetz (nach seinem Initiator Gesetz Vaillant genannt) vom 27. Februar 2002 geschaffen, das eine Demokratie der Nähe schaffen soll entsprechend dem Artikel L. 2143-1 des Code général des collectivités territoriales. Dieses Gesetz schreibt vor, dass Gemeinden ab 80.000 Einwohnern einen oder mehrere Conseils de quartier zu bilden haben, dessen Rolle es ist, die Teilnahme der Bürger an politischen Entscheidungen zu ermöglichen.

## Bildung und Aufgaben
Die Conseils de quartier sind in französischen Gemeinden mit mehr als 80.000 Einwohnern einzurichten. Bei Gemeinden von 20.000 bis 80.000 Einwohnern ist die Einrichtung freiwillig. Die Zusammensetzung, das Funktionieren und die Zuständigkeit ist nicht im Gesetz vorgeschrieben, sondern wird durch den jeweiligen Gemeinderat bestimmt. Die Conseils verfügen über ein Budget für ihr Funktionieren und über ein Budget für Investitionen (fonds de participation des habitants).
In jeder Gemeinde, die der Einrichtung eines Conseil de quartier unterliegt, kann der Bürgermeister beschließen, dass der in Artikel 7 des Gesetzes Nr. 2014-173 vom 21. Februar 2014 vorgesehene Conseil citoyen (deutsch Bürgerrat) für die Programmplanung der Stadt und den städtischen Zusammenhalt sich dem Conseil de quartier unterordnet.
Im Juli 2002 beschloss der Pariser Stadtrat die Einrichtung von 122 Conseils de quartier. Die jeweilige Bürgermeister der Arrondissement sind damit beauftragt, die nötigen Voraussetzungen, die sich in jedem Arrondissement anders gestalten können, in ihrem Amtsbereich zu schaffen: Organisation, Zusammensetzung, Aufgabenstellung.
Am 15. September 2009 waren 1552 Personen für die Conseils de quartier und 731 Vorstände (französisch adjoints de quartier) ernannt.

## Politische Rolle
Die Conseils de quartier können vom Bürgermeister konsultiert werden und Vorschläge zu allen Angelegenheiten machen, die das Stadtviertel oder die Stadt insgesamt betreffen. Der Bürgermeister kann sie auch in die Ausarbeitung, Umsetzung und Bewertung von Maßnahmen einbeziehen, die für den Stadtteil relevant sind, insbesondere solche, die im Rahmen der Stadtpolitik durchgeführt werden. Die Beschlüsse des Gremiums sind nicht bindend. Sie sind somit nur ein Bindeglied, eine „Beratungsstelle“, zwischen den Einwohnern und dem Bürgermeister.
Trotz allem kann die Aufgabenstellung der Conseils de quartier in jeder Gemeinde eine andere sein. Die Stadt Arcueil räumt ihrem Conseil das Recht ein, die Aufnahme eines Punktes in die Tagesordnung des Gemeinderates zu beantragen. Genauer gesagt, existiert in Arcueil ein Petitionsrecht, das 200 Unterzeichnern – wenig für eine Stadt mit 20 000 Einwohnern – erlaubt, die Tagesordnung des Gemeinderats zu ändern. Obwohl die Conseils ein potentielles Mittel für die Organisation dieses Petitionsrechts sind, ist seine Umsetzung nicht unbedingt an diese Instanz gebunden.
Der Conseil de quartier ist ein Ort der Information, der Debatte und des Nachdenkens über das Leben im Viertel und über die Handhabung von Projekten und deren Verbesserung. Er beschäftigt sich vor allem mit Fragen der politischen Richtung in der Gemeinde.

## Zusammensetzung derConseils de quartiers
Im Allgemeinen setzen sich die Bezirksräte aus gewählten Gemeinderäten, repräsentativen Persönlichkeiten, Vertretern von Verbänden und Einwohnern zusammen.
Die Bestimmung der Mitglieder hängt von den Gemeinden ab: Es wird an die Freiwilligkeit appellieren oder die Mitglieder werden bestimmt oder man lässt das Los entscheiden (aus dem Wählerverzeichnis oder auf der Grundlage von Bewerbungen).